# Hosur(K), Kushtagi
Hosur(K) là một làng thuộc tehsil Kushtagi, huyện Koppal, bang Karnataka, Ấn Độ.